# بالگولا، نیو ساوت ولز
بالگولا (به انگلیسی: Balgowlah) یک حومه شهر در استرالیا است که در سیدنی واقع شده‌است.